# Convento de las Agustinas del Corpus Christi
El convento de las Agustinas del Corpus Christi; o como popularmente se le conoce, las Agustinas, es un conjunto monástico perteneciente a la rama femenina de la Orden de San Agustín, situado en la ciudad de Murcia (Región de Murcia, España), concretamente en la plaza de las Agustinas, en lo que antiguamente era arrabal de la Arrixaca, en el barrio de San Andrés.
El inmueble actual, una de las construcciones conventuales más destacadas del barroco murciano y de las de mayor envergadura de la ciudad, es el tercer convento que ha disfrutado esta orden en Murcia. Guarda en su interior un importante patrimonio.

## Historia
El 14 de marzo de 1615 llegaron a Murcia las fundadoras del convento de las Agustinas, cuya comunidad se rige por las constituciones del Beato Juan de Rivera. El primer convento se levantó en parte del emplazamiento que hoy contemplamos, un pequeño edificio monástico sito en la calle Santa Cecilia. La mala edificación o las avenidas del río Segura aconsejaron la demolición de este primer convento y la construcción de otro de mayor entidad en gran parte del solar actual, financiado por el obispo Francisco de Rojas y Borja (obispo de Cartagena entre 1673 y 1684), que mandó ser enterrado en el mismo.
El aumento de vocaciones y la necesidad de un templo más amplio, aconsejaron la construcción de un tercer y definitivo monasterio, el actual, a principios del siglo XVIII, anexionando lo anteriormente construido. En este inmueble profesaría la religiosa y mística agustina Juana de la Encarnación. 
Las obras concluyeron el 13 de octubre de 1729, siendo el obispo Tomás José Ruiz Montes quien financió gran parte de las mismas. Fue en este siglo (el siglo de oro murciano) cuando el convento se hizo con gran parte del patrimonio escultórico, pictórico y retablístico que dispone en la actualidad.
En 1837, como consecuencia de la desamortización, la comunidad abandonó el edificio, regresando en la década de los 60 del mismo siglo. La reina Isabel II, en su visita a la ciudad en 1862, visitó el convento regalando dos dotes para que dos jóvenes pudieran ingresar en él.
El 20 de julio de 1936 las monjas fueron obligadas a abandonar el monasterio, siendo convertido en cárcel y acuartelamiento. Durante la Guerra Civil el edificio y su patrimonio sufrieron daños (se perdieron algunas imágenes, cuadros, todos los retablos salvo el retablo mayor y el archivo del convento). Sin embargo, gracias a la labor de la Junta de Protección del Patrimonio Artístico de Murcia creada por el alcalde republicano Fernando Piñuela, se pudo salvar tanto el retablo mayor como numerosas obras escultóricas.
Terminada la guerra, de abril a noviembre de 1939 el convento fue utilizado como campo de concentración N° 2 de Murcia. En él fueron internados ciudadanos cuyo único delito fue defender la República Española. Durante muchas noches, miles de ellos fueron sacados por falangistas locales para fusilarlos en las tapias del Cementerio de Espinardo. Allí se hacinaron más de 2.000 internos en unas condiciones deplorables. Como no había ningún tipo de atención sanitaria, ésta tenían que ejercerla los médicos que se encontraban prisioneros. El doctor Javier Paulino, preso allí, afirmó: «Sólo disponíamos de aspirinas y bicarbonato».
En 1946 parte del convento fue convertido en refugio para familias que sufrieron pérdidas de sus viviendas en las inundaciones de aquel año.
En 1981 fue declarado Bien de Interés Cultural.

## Arquitectura

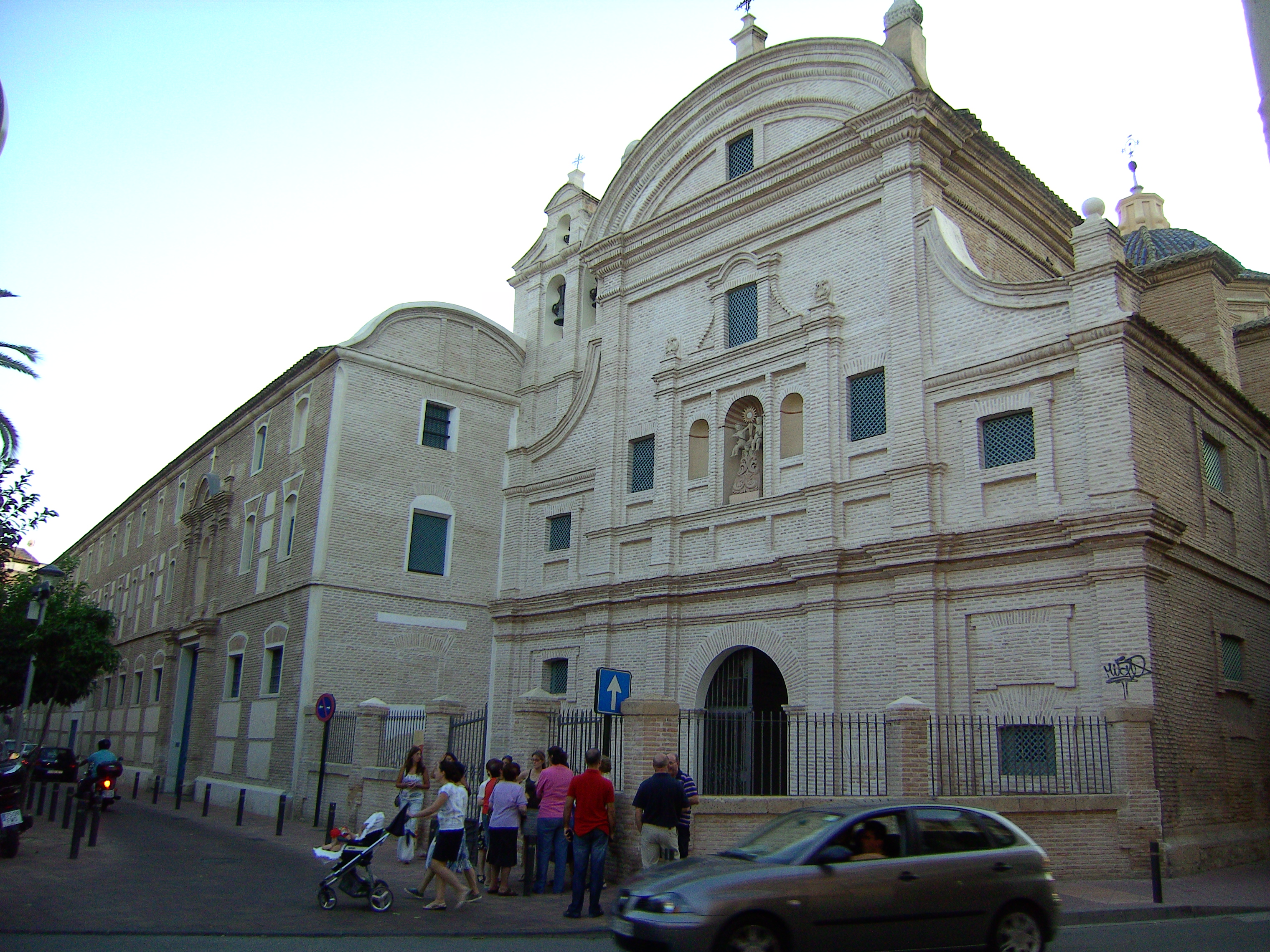
Iglesia y lateral del monasterio

El conjunto arquitectónico está formado por el convento propiamente dicho articulado en tres patios, la iglesia y el huerto monacal, presentando la misma disposición con la que fue ideado en el siglo XVIII a pesar de los cambios de usos efectuados a lo largo de la historia.
En lo referente al templo conventual, destaca exteriormente la fachada principal, que está estructurada en dos cuerpos, en sentido horizontal, y tres calles o ejes en sentido vertical, en donde el correspondiente a la nave central es más ancho que los dos laterales. En la calle central se abre el arco de acceso de medio punto flanqueado por pilastras pareadas. Sobre dicho vano de acceso se produce una articulación arquitectónica formada por pilastras de ladrillo entre las que se abre una hornacina (en la que aparece la imagen de la Custodia que representa el Corpus Christi que da nombre al convento), encima se encuentra una ventana con molduración también de ladrillo.
Un ático-frontón semicircular corona la fachada rematando así la sobria desnudez de su trazado geométrico de ladrillo visto. Los cuerpos laterales mucho más bajos, sólo presentan sendos huecos rectangulares a cada lado, uniéndose por unas aletas al cuerpo principal. A la izquierda de la fachada se sitúa la espadaña-campanario.
La iglesia conserva en el interior su traza barroca original del siglo XVIII. Tiene planta de cruz latina, con coro alto a los pies, nave dividida en tres tramos, capillas laterales intercomunicadas, amplio crucero cubierto por cúpula sobre tambor (cuyo exterior presenta forma octogonal con huecos alternos ciegos y acristalados recubierta con la típica teja vidriada) y presbiterio rectangular con bello retablo. El coro bajo se sitúa en el brazo izquierdo del crucero, en la zona en contacto con el convento.
La nave central se cubre con bóveda en la que se abren lunetos. Sobre las naves laterales se dispone la clausura con tribunas, comunicada con el coro alto.
Bandas de molduras muy voladas recorren el interior de la iglesia, articulando sus elementos, con líneas quebradas y énfasis en el color ocre unitario. El valor estético de la iglesia reside en la voluntad clara de combinar la austeridad y la complacencia de la línea y el plano en el exterior con la riqueza plástica y cromática de los interiores.

## Patrimonio
Dentro del patrimonio de la iglesia conventual destaca por encima de todos el retablo mayor, obra de José Ganga Ripoll (autor del destacado retablo mayor de la iglesia del Convento de Santa Ana o del baldaquino de la iglesia del Monasterio de Santa Clara la Real). El retablo de las agustinas está presidido por el San Agustín de Francisco Salzillo (1755-1760). Conjunto de madera policromada, se trata de una de las mejores realizaciones del imaginero en cuanto a dinamismo y composición. De tamaño mayor al natural, se representa con indumentaria episcopal. Eleva su mano derecha en la que sostiene una pluma, pisando al mismo tiempo a los herejes colocados diagonalmente en la peana. Destacar la variedad de expresiones en los rostros y los agitados gestos.
Otras obras de la escuela murciana presentes en el templo son el San Miguel del francés Antonio Dupar, predecesor de Salzillo, y la Santa Cecilia (1783) de Roque López, principal discípulo de Salzillo, imagen que muchos autores consideran su obra maestra. Talla de madera policromada y estofada. La cabeza de la santa tiene todas las características de los rostros de Roque López: grandes ojos, nariz fina de cortas aletas, boca pequeña así como brazos voluminosos. Santa Cecilia se presenta como una gran dama de la corte, con traje de fiesta, tocando un órgano barroco.
El Convento de las Agustinas también cuenta con el Cristo de la Agonía del siglo XVI. Obra anónima de madera policromada. Es conocido con este nombre por ser colocado sobre una altar cerca de la cama de las religiosas agonizantes.
Dentro de la pintura, el Convento destaca por los frescos de la cúpula sobre el crucero obra de Juan Ruiz Melgarejo (1680-1751) que representa una serie de criaturas angélicas que adoran al Cordero Místico que reposa sobre las Sagradas Escrituras, símbolo de la Eucaristía, advocación de la orden.

## Relación con la Cofradía de Jesús Nazareno (Los Salzillos)
Las madres agustinas conservan todavía hoy una hermosa tradición relacionada con la Cofradía de Jesús y su imagen titular (Nuestro Padre Jesús Nazareno), que, custodiada en la cercana Iglesia de Jesús, se traslada al Convento desde tiempo inmemorial el quinto viernes de cuaresma para que las monjas lo veneren (antiguamente también lo arreglaban y adornaban para su salida en procesión), retornando a su sede en la mañana de Miércoles Santo, siendo portado el pendón de la cofradía por un mayordomo de la rival Archicofradía de la Sangre.